# Ala Hlehel
Ala Hlehel (arabiska: علاء حليحل, alternativ transkribering: Alaa Hulaihil), född 1974 i Jesh, Galileen, är en israelisk/palestinsk författare.
Hlehel har gett ut en roman, Al-Sirk (”Cirkusen”, 2002), en samling noveller, Qissas li-awqāt al-hāğa (”Berättelser i nödens stund”, 2003) och en pjäs, och har två gånger vunnit den palestinska A.M. Qattan Foundations pris för bästa unga författare. Han har även skrivit tv- och filmmanus, samt arbetat som journalist och översättare. Han har studerat medievetenskap och konst. 
Hlehel var en av de 39 arabiska författare under 40 år som valdes ut till antologin Beirut 39, huvudprojektet när Beirut var Unescos bokhuvudstad 2009.